# Gustave Pecsteen
Gustave Pecsteen (Brugge, 16 november 1804 - Ruddervoorde, 3 maart 1894) was een Belgische politicus. Hij was burgemeester van de gemeente Ruddervoorde en Belgisch senator.

## Levensloop
Jonkheer Gustave Honoré Jacques Philippe Pecsteen (baron bij Koninklijk Besluit van 12 februari 1851) was de zoon van Jacques-Philippe Pecsteen (1769-1849), heer van Buytswerve, advocaat bij de Raad van Vlaanderen en lid van de Provinciale Staten.
Hij trouwde in 1831 met Sylvie de Vrière (1811-1901), dochter van Aloysius de Vrière en van Henriette Ysenbrant en zus van gouverneur Adolphe de Vrière. Hun dochter Leonie (1832-1901) trouwde met Jules de Bie de Westvoorde, burgemeester van Sint-Kruis en hun dochter Henriette (1833-1914) trouwde met diens broer, Louis de Bie de Westvoorde, burgemeester van Oostkamp. Hun enige zoon was Arthur Pecsteen (1834-1895).
Hij behaalde zijn doctoraat in de rechten aan de Universiteit van Gent. Hij hield zich voornamelijk bezig met het beheer van zijn aanzienlijke domeinen die zich uitstrekten over de gemeenten Ruddervoorde, Waardamme, Poperinge, Oudenburg, Ettelgem, Maldegem, Elverdinge, Heule en Hoogstade. Daarnaast bezat hij huizen in Brugge en Brussel.
Hij werd vaak aangeduid met de naam Pecsteen - de Vrière, om hem te onderscheiden van andere Pecsteens die in het openbare leven optraden. 

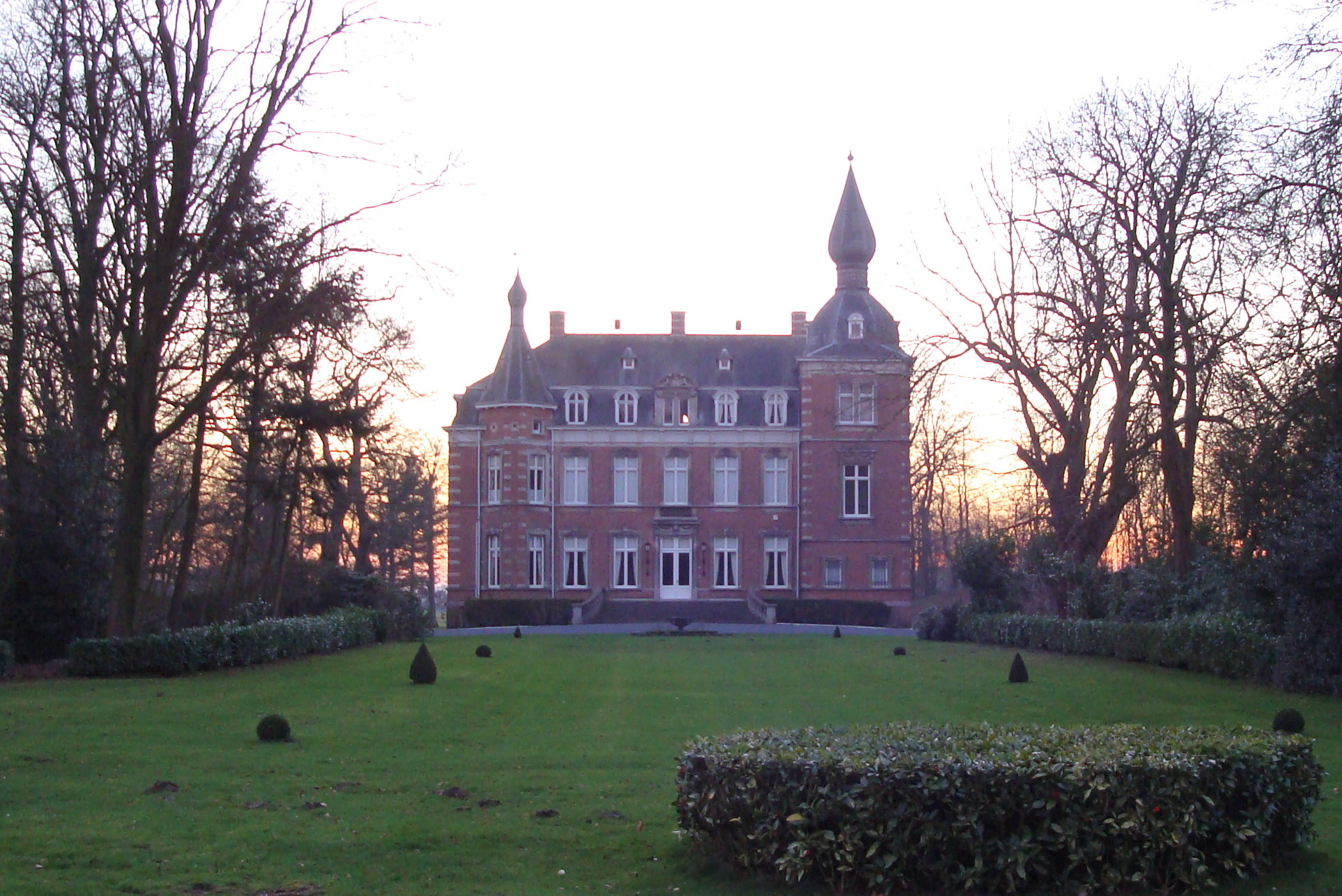
Kasteel Pecsteen in Ruddervoorde

## Politiek
In de vanaf 1840 politiek scherper afgelijnde kampen, bevond hij zich in het liberale. Hij behoorde in 1846 tot de stichters van de Union Libérale in Brugge en in 1848 tot die van de Liberale Associatie, waar hij ondervoorzitter van was. Hij werd ook bestuurslid van de provinciale liberale associatie.
In juli 1848 werd Pecsteen verkozen tot provincieraadslid voor het kanton Torhout. Hij nam ontslag in 1851 wegens onverenigbaarheid na zijn verkiezing tot senator. In 1860 werd hij opnieuw verkozen en bleef provincieraadslid tot hij in 1866 niet werd herkozen.
In oktober 1848 werd hij verkozen tot gemeenteraadslid en benoemd tot burgemeester van Ruddervoorde. Hij bleef dit, tot hij in 1866 niet werd herkozen.
In maart 1851 werd hij verkozen tot senator voor het arrondissement Oostende-Veurne. Hij bleef dit tot in 1859.
Hoewel hij zijn voornaamste activiteiten in Ruddervoorde ontwikkelde, was Pecsteen ook in Brugge actief. Zo was hij:
- voorzitter van de Société royale des Chœurs de Bruges
- lid van de Sint-Sebastiaansgilde
- lid van de Jachtvereniging voor de beteugeling van de stroperij